# Bojan Djurdjic
Bojan Djurdjic est un coureur cycliste serbe, né le 13 mai 1984. Il est spécialiste du cross-country et participe également à quelques cyclo-cross dans son pays.

## Palmarès en VTT
- 2006
  -  Champion de Serbie de cross-country
  -  Médaillé d'argent du championnat des Balkans de cross-country espoirs
- 2007
  -  Champion de Serbie de cross-country
  - Cross-country de Nymfaio
  -  Médaillé d'argent du championnat des Balkans de cross-country
  - 3e du championnat de Serbie de cross-country marathon
- 2008
  -  Champion des Balkans de cross-country
- 2009
  -  Champion de Serbie de cross-country
- 2010
  -  Champion de Serbie de cross-country
- 2011
  -  Champion de Serbie de cross-country
- 2012
  -  Champion de Serbie de cross-country
  - Cross-country de Divčibare
  - Cross-country de Bijelo Polje
  - Cross-country de Belgrade
  - Cross-country de Sarajevo
- 2013
  -  Champion de Serbie de cross-country
  - Cross-country de Bijelo Polje
- 2014
  -  Champion de Serbie de cross-country

## Palmarès en cyclo-cross
- 2005-2006
  -  Champion de Serbie de cyclo-cross
- 2007-2008
  -  Champion de Serbie de cyclo-cross
- 2008-2009
  - 2e du championnat de Serbie de cyclo-cross
- 2010-2011
  -  Champion de Serbie de cyclo-cross
- 2011-2012
  -  Champion de Serbie de cyclo-cross
- 2012-2013
  -  Champion de Serbie de cyclo-cross
- 2013-2014
  -  Champion de Serbie de cyclo-cross
- 2014-2015
  -  Champion de Serbie de cyclo-cross

## Palmarès sur route
- 2013
  - 3e du championnat de Serbie sur route